# Volt (émission de télévision)
Pour les articles homonymes, voir Volt (homonymie).
Volt est une émission humoristique et éducative canadienne, diffusée sur la chaîne franco-ontarienne TFO de 1994 à 2010. Au cours de ses 16 saisons, elle a remporté plusieurs prix Gémeaux.[réf. nécessaire]
Voici quelques animateurs et journalistes ayant déjà fait partie de l'émission :
- Jean-Sébastien Busque
- Mathieu Pichette
- Félix Tanguay
- Marie Turgeon
- Simon Garneau
- Nadia Campbell
- Nadyne Kasta
- Frédéric Choinière
- François Lachapelle
- David Beata
- Christian Martel
- Fabienne L'abbé
- Yamil Coulombe

Jean-Sébastien Busque, Félix Tanguay et Mathieu Pichette ont fait leur début à cette émission, et ont depuis évolués pour animer leurs propres émission, dans les mêmes styles que Volt, tel Les Pieds dans la marge et Le Monde en gros.